# Real Brasília FC
Real Brasília Futebol Clube – brazylijski klub piłkarski z siedzibą w mieście Guará wchodzącym w skład Dystryktu Federalnego.

## Osiągnięcia
- Wicemistrz Dystryktu Federalnego: 1999
- Mistrz drugiej ligi Dystryktu Federalnego (Campeonato Brasiliense da Segunda Divisão): 2002.